# Duiliu Zamfirescu
Duiliu Zamfirescu (Plaineşti, 1858 – Bucarest, 1922) è stato uno scrittore e politico rumeno.

## Biografia
Prese spunto dalla letteratura classicista e scrisse il suo primo romanzo, Fata vietii, alla fine del XIX secolo. Il suo romanzo Viata la tara (inserito in un ciclo di cinque romanzi chiamato Comanesteni), edito nel 1894, può essere ritenuto la prima opera letteraria rumena ad aver avuto una certa rilevanza in campo europeo.
Fu membro della Massoneria.